# Angyal János (humorista)
Angyal János (Érsekújvár, 1941. február 27. – Budapest, 2003. december 4.) magyar humorista, újságíró.

## Életútja
Első sikerét parodistaként az 1962-es tehetségkutató Ki mit tud? műsorban aratta, amikor feltűnt kivételes utánzóképességével és különdíjas lett a kulturális vetélkedő egyéb kategóriájában. A Kamara Varieté, a Vidám Színpad és a Mikroszkóp Színpad tagjaként ért el sikereket, majd szabadúszóként folytatta pályafutását. Utánzóképessége által számtalan magyar színész és politikus hangján volt képes megszólalni, ennek köszönhetően bejárta Magyarországot és a szomszédos országokat. Többek között fellépett Moszkvában, New Yorkban, Los Angelesben, Montréalban és Velencében.
Az 1960-1980-as évek elejéig gyakori szereplő volt a Rádiókabaréban, valamint a Magyar Televízió képernyőjén: Halló fiúk, halló lányok, Telepódium, Szeszélyes évszakok. Egyik sikeres magánszáma az Alkohólia volt. Számos alkalommal kölcsönzött hangot az Uborka című produkció bábfiguráinak.
A paródia nem annyira fegyver, hanem karikatúra. Ha az előadó valakit bántani akar, az nem parodista. Előfordult már, hogy az előadó valakit olyan eszközökkel formált meg, hogy az valóban sértő volt. Biztos maga is látott-hallott már ilyet. A parodista olyan karikatúrát fest, amelyről a közönség az alakra ráismer és nevet. De nem kineveti az alakot, hanem a ráismerésnek örül; „de jópofa!” Az embereket nem bántani kell, hanem a modorosságaikra felhívni a figyelmet. Ahogy Karinthy tette korának legnagyobb íróival. Megbántás nélkül is lehet szórakoztatni.
A Magyar Újságírók Közösségének (MÚK) tagja volt. Humoros írásai a Ludas Matyiban, a Pesti Riportban és az Új Magyarországban jelennek meg.
A halála előtti években a Pannon Rádió és a Dunakanyar Rádió munkatársa volt, valamint rendszeresen fellépett a Bocskai István Szabadegyetem irodalmi színpadán.
Munkája elismeréséül 1970-ben a Munka Érdemrend arany fokozatával, 1982-ben a Szocialista Kultúráért érdeméremmel, 2000-ben a Magyar Köztársasági Érdemrend lovagkeresztjével tüntették ki.